# Drosophila dispar (artgrupp)
Drosophila dispar är en artgrupp inom släktet Drosophila och undersläktet Sophophora som består av två arter.

## Arter inom artgruppenDrosophila dispar
- Drosophila prodispar
- Drosophila unguicula